# Región Metropolitana Trinacional del Rin Superior
La Región Metropolitana Trinacional del Rin Superior (en alemán Trinationale Metropolregion Oberrhein, abreviada TMO, en francés Région métropolitaine trinationale du Rhin supérieur, abreviada RMT) es una Eurorregión, al Oeste y Este del Rin Superior y al Norte y Sur del Alto Rin. El territorio comprende Alsacia, Suiza septentrional, el Palatinado meridional de Renania-Palatinado, la llanura del Rin Superior y la región del Alto Rin en Baden. Tiene una superficie total de 21.500 km². Desde 2010 cuenta con más de 6 millones de habitantes.